# 北朝鮮映画

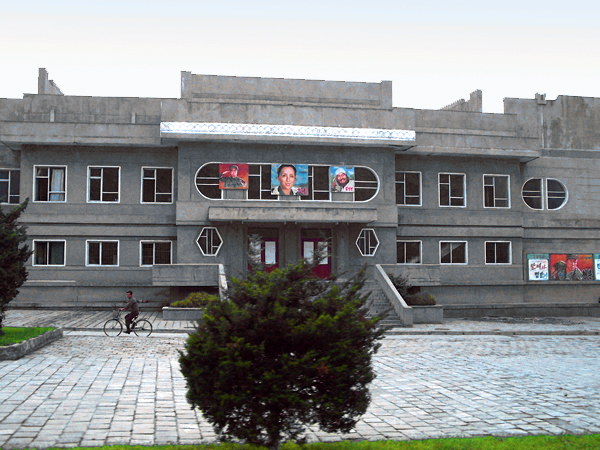
開城市内の映画館

北朝鮮映画（きたちょうせんえいが）は、朝鮮民主主義人民共和国（以下、北朝鮮）国籍を持つ者または北朝鮮の法人によって製作された映画で、ほとんどの場合、北朝鮮人（朝鮮人）の映画スタッフと俳優で構成され、主に北朝鮮国内の映画館等で公開される映画を指す。ここでは日本統治が終わった後、南北分断以降に北側で制作された映画および映画をとりまく状況について記述する。

## 歴史
日本統治時代の映画については日本映画#朝鮮を参照のこと。

### 創成期

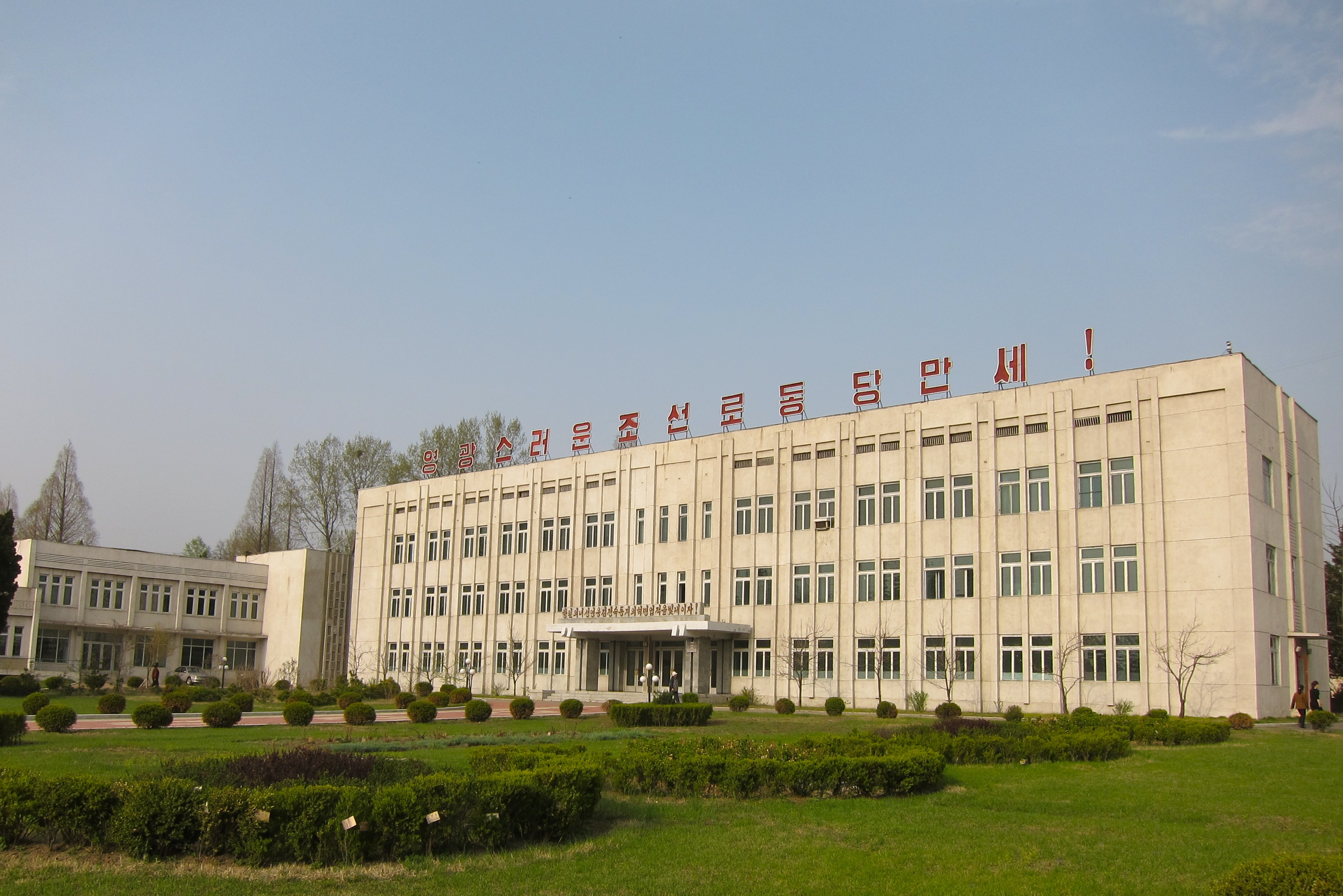
朝鮮芸術映画撮影所

日本統治時代より朝鮮半島の映画会社はソウルに集中していたため、分断後の半島北部での映画製作は平壌で新たに創始された。
独立後のソウルで進歩的と言われていた多くの映画人は、次第に左派の政治勢力に取り込まれ、北へ渡った。監督の姜弘植、姜湖、俳優の文藝峰、獨銀麒、羅雄、徐光霽、崔雲峰、金兌鎮、朴学といった人物たちである。初期の映画製作は、カップ系映画人や北に渡った左派映画人が根幹となって行なわれた。1947年、共産党宣伝班内に映画班が設置された。またソ連と中国の協力によって朝鮮国立映画撮影所（現在の朝鮮芸術映画撮影所）が平壌に設立された。北朝鮮の最初の映画は記録映画であった。1949年に最初の劇映画『我が故郷』が姜弘植監督、兪源準と文藝峰主演で撮られた。
1949年、映画製作は2ヶ年人民経済計画に組み込まれた。

### 朝鮮戦争期
1951年、国立映画撮影所は米軍の爆撃で全焼した。朝鮮の映画人たちは中国の東北電影に疎開し、1953年までそこで映画の製作を続行した。

### 復興期
休戦後、ソ連、中国、チェコスロバキア、東独などの援助を得て、撮影所が再建された。戦後の建設や復興を描いた劇映画が制作された。
この時期に活躍した主な監督たちは、姜弘植、千尚仁、尹龍奎、呉秉超、朴学、田雲峰、崔益奎といった戦前からの映画人たちで、日本で映画を学んだ者も多い。また朝鮮戦争の直前や戦争中に韓国から渡ってきた映画人も少なくない。
1959年には平壌演劇映画大学ができ、全国に映画館が建設され（現在では国内全土に4500もの劇場がある）、劇場のない農村では移動映写班が上映会を重ねた。

### 変革期
1967年、金日成の率いる満州パルチザン派に対抗していた甲山派が粛清された。この事件を契機として映画界の反党分子の清算が問題となった時、労働党宣伝扇動部の文化芸術指導課長となった金正日が映画界の改革に着手した。ソ連と西欧から現代的な映画製作設備を導入し、在日朝鮮総連の資金で撮影所の拡張を図り、優秀な人材をソ連に留学させ、文化芸術関係者の社会的処遇を大幅に高めた。金正日の指導によって『血の海』(1969)、『花を売る乙女』(1972)などの佳作が制作された。

### 改革期
1980年代、韓国の申相玉監督と女優の崔銀姫が北朝鮮に拉致され、平壌に申フィルムを設立した。申フィルムは、日本や香港など外国の映画人との合作を推進し、そして国際映画祭への出品などの積極的改革を進めた。作品の多くは、民衆に熱狂的に受け入れられた。

### 先軍期
金日成の死去後、金正日が政治権力を継承したが、北朝鮮の経済状況は悪化し、国際的にも孤立が進んだ。核査察問題などで西側諸国から経済封鎖などの制裁を受け、旧東側諸国の友好国の援助も激減し、深刻なエネルギー不足に陥った。さらには自然災害のため深刻な食糧不足が起こった。諸問題の打開策として「先軍政治」が始まると、それは映画にも反映された。それらは「社会主義現実主題」路線の映画と呼ばれる。
2000年代以降、イギリスやロシアなどからのドキュメンタリー映画の取材を積極的に受け入れるようになり、「奇蹟のイレブン ［1966年W杯 北朝鮮VSイタリア戦の真実］」（2002英）、「ヒョンスンの放課後」（2004英）、「青い眼の平壌市民」（Crossing the line, 2006英）などの映画が製作されている。しかし、「太陽の下で -真実の北朝鮮-」（2015露）に見られるように、当局側によるやらせや取材への干渉が行われてもいた。
2006年に製作されたキム・ラエ監督の「ある女学生の日記」は翌年のカンヌ国際映画祭で北朝鮮映画として初めて上映されている。2012年にはイギリス・ベルギーとの合作によるロマンチックコメディー映画『金同志は空を飛ぶ（Comrade Kim Goes Flying）』が製作され、釜山国際映画祭でも特別上映がなされた。
金正恩政権下では、新作映画の本数が2012年に5本、13年から15年まで各1本、16年に3本と大幅に減少しており、17年から19年にかけては1本も製作されない状態が続いている。
韓国国内では北朝鮮映画の上映は制限されていたが、2018年の富川国際ファンタスティック映画祭で初めて「プルガサリ 伝説の大怪獣」（1985）・「金同志は空を飛ぶ」・「我が家の物語」（2016）などの9作品が公式上映された。

## 主要監督

### 姜弘植
カン・ホンシク(1902.12.9-1971.10.9.)　平壌市中区万寿洞で商人の家庭に生まれる。1917年3月，高等普通学校２年の課程を終えると、歌手として活動．揺籃期の民族芸術映画にも俳優として参加。1920年代に日本に渡りモダンダンスの石井漠に弟子入り、日活から山本嘉一の弟子として石井輝男の芸名で俳優デビュウし、『正義の強者』、『鉄腕記者』、などの作品に出演。1925年，李慶孫とともに鶏林映画社を組織。カップの作家だった沈熏が台本を『暁の頃』(1927)に申一仙とともに主演。またこの映画の主題歌も歌い、コロンビアレコードで録音した。1930年代は歌手活動と舞台俳優を並行。1939年に全昌根とともに高麗映画社を組織。『洪吉童』(1932)、『荒蕪地』(1936)、『福地萬里』(1940)、『家なき天使』(1941)、『太陽の息子』(1943)などに出演。独立後の1947年2月、平壌に設立された国立映画撮影所（後の朝鮮芸術映画撮影所）の最初の演出家として参加し、初代副所長に就任した。全東民、閔貞植、千尚仁とともに記録映画『三十八度線』を撮る。独立後の朝鮮映画の第一作『我が故郷｣(49)を監督する。他に『警戒所を守る人々』(1950)、『飛行機狩り』(1953)、『幸福の道』(1956)、『愛情』(1959)、『幸福な街』(1959)、『赤い信号弾』(1960)、『抗争の序曲』(1960)、『青年作業班長』(1962)などを監督。また俳優として『海が呼んでいる』(1956)で主役、また『終りなき戦闘』(1957)や『崔鶴信の一家』(1967)にも出演。耀徳強制収容所で死亡。息子のカン・ヒョソンは映画監督、カン・ヒョスンは音楽家、カン・ヒョジェは俳優。

### 千尚仁
チョン・サンイン（1923-1969）　日本の撮影所で吉村公三郎の助監督をしながら映画を学ぶ。日本名は千葉尚仁（ちばしょうじん）。独立後、日本人妻とともに北朝鮮へ帰国。記録映画の監督となり、『南北連席会談』(1948)、『勝利の九月』(1948)、『民主建国』(1949)、『全世界に告ぐ』などを演出。休戦後、劇映画の演出に転じ、『再び前線へ』(1952)を監督。国際映画賞を受賞。1952年よりモスクワに留学。主な監督作に『二度とあのようには生きられない』(1956)、『彼が行く道』(1958)、『未来を愛せよ』(1959)、『豆満江』(1959)、『友よ、我らとともに』(1960)、『赤い花』(1963)、『祝杯』(1963)、『人民教員』(1964)、『両班伝』(1964)、『私が探した道』(1967)がある。墓地は愛国烈士陵にある。

### 尹龍奎
ユン・リョンギュ（1912-？）　東京俳優学校出身。豊田四郎、八木保太郎のもとでシナリオ修行をし、『大日向村』(41)などの助監督につく。日本名は春山潤（はるやまじゅん）。独立後の韓国で『心の故郷』(1949)を監督。朝鮮戦争時に人民軍とともに越北。『少年遊撃隊』(1951)、『郷土を守る人々｣』(1952)などを監督した。時代劇の名手としても名高い。『パルチザンの乙女』(1954)、『新婚夫婦』(1955)、『漁郎川』(1957)、『愛国者』(1959)、『団結の歌(1)｣』(1959)、『女性英雄鉱夫』(1960)、『ある医学者の道』(1973-77)、『春香伝』(1980)、『タルメとポンタリ』(1981)、『琴に秘めた想い』(1986)。

### 呉炳草
オ・ビョンチョ（1924.8.30.-1993.3.13.）　咸鏡北道茂山郡ソンチョン洞の貧農に生まれる。幼くして両親と死別。1943年より茂山鉱山で働く。祖国光復組織「白衣社」の一員として活動。独立後の1947年4月、ソ連に留学。司法学校を２年で中退。モスクワ演劇大学で学ぶ。1953年７月27日、帰国。国立劇場で演出家となる。演劇『崔鶴信の一家』や『白頭山』での演技により芸術界で頭角を現す。1956年に映画撮影所に転勤し、映画『別れては暮らせない』(1957)を演出。『旋盤工』(1963)で一躍大成功をおさめる。『道はひとつだ』(1958)、『誠実な人々』(1959)、『彼の願い』(1959)、『黄昏』(1961)、『これは伝説ではない』(1962)、『解放された私の希望』(1964)、『彼らはこのように闘った』(1964)、『成長の途上にて(後編)』(1965)、『温井嶺』(1965)、『崔鶴信の一家』(1966)、『銀波山の一家』(1968)、『社会主義祖国を訪れた英洙と英玉』(1969)、『敵陣の中のツツジ』(1970)、『妻の職場』(1970)、『我ら宣伝員』(1970)、『ある看護婦の物語』(1971)、『楽しきわが職場』(1975)、『輝く世代』(1979)、『初めて行く道』(1980)、『ある党員の物語』(1981)、『妙香山の出会い』(1982)、『試練を乗り越えて』(1983)、『生命水』(1985)、『偉大な懐』(1986)。

### 朴学
パク・ハク(1914-1982)　平壌出身。大学中退後、劇団や映画会社で俳優生活を始め、日本に渡り、島津保次郎監修・安哲永監督の『漁火』(1938)、『旧恋』などに出演し、独立後も韓国で『かもめ』(1948)などに出演していた。越北し『我が故郷』(1948)に巡査役で出演。その後『再び前線へ』(1952)、『偵察兵』(1953)、『飛行機狩り』(1953)、『二度とあのようには生きられない』(1956)、『海が呼んでいる』 (1956)、『峻嶺を越えて』(1959)、『豆満江』(1959)に出演。1954年に功勲俳優となる。演劇『偉大な力』に支配人役で出演。朝鮮芸術映画撮影所で監督となり、1970年より白頭山創作団に配属。『分界線の村で』(1961)で監督デビューし人民賞を受ける。以後の監督作に『赤い煽動員』(1962)、『禿盧江畔に咲く花』(1964)、『ある分隊長の物語』(1965)、『村人たちの中に』(1968)、『我々には祖国がある』、『金剛山の乙女』(1969)、『われら幸せ歌う』(1970)、『花を売る乙女』(1972)『金姫と銀姫の運命』(1974)、『世に燃えあがる炎』(1977)、『初めての武装隊伍にあった物語』(1978)、『未来を咲かす愛』 (1982)がある。金日成賞桂冠人、労力英雄、人民俳優。墓地は愛国烈士陵。

### 厳吉善
オム・ギルソン（1934.3.15-2005.7.8.）　人民芸術家。労働英雄。金日成賞桂冠人。咸鏡北道生れ。平壌芸術学院卒。23歳より劇団に所属していたが、1959年より芸術映画撮影所に異動。1962年、平壌映画演劇大学卒。77年より監督業兼任となる。出演作は『戦友』(1958)、『赤いリボン』(1959)、『金剛山の乙女』(1959)、『カモメ号の青年たち』(1961)、『赤い煽動員』(1962)、『大地の息子(1-2)』(1963)、『共青員の歌』(1964)、『温井嶺』(1965)、『成長の途上にて』(1965)、『遊撃隊の五兄弟』(1968-69)、『ある自衛団員の運命』(1970)、『金姫と銀姫の運命』(1974)、『世に燃えあがる炎』(1977)、『初めての武装隊伍にあった物語』(1978)、『大紅湍責任秘書(1-3)』(1997)、『大紅湍責任秘書(4-6)』(192001)。1980年に人民俳優、金日成勲章。1990年、白頭山芸術団団長。主な監督作は、『安重根と伊藤博文』(1979)、『白頭山』(1980)、『永遠なる戦友』(1985)、『朝鮮の星(1、10)』(19-87)、『民族の太陽(1)』(1987)、『輝かしい朝』(1990)、『革命闘士、孔栄』(1992)がある。1992年4月に第9期代議員。1998年より平壌芸術映画撮影所総長を務める。夫人は女優の金賢淑。娘のオム･ヒョニは俳優、息子のオム・ジョンミンは監督。
死後、愛国烈士陵に安置された。

### 金聖教
キム・ソンギョ(1927.2.15-1992.5.13)　功勲芸術家。咸鏡南道プクチョン郡ヨンファ面チャンサン里出身。貧農の家に生まれる。小学校卒業後、洋服屋で働く。東京芸術大学に入学。日本名は山崎聖教(やまざきせいきょう)。同大学の日本共産党細胞の映画サークルに参加した後に入党。学費未納と思想的問題で退学。日本で亀井文夫の助監督をしていたが、60年代初めに帰国。70年代中期を代表する監督。妻の馬竹姫も映画監督。主な監督作は、『フンブとノルボ』(1963)、『限りない私の希望』(1964)、『鉄道の上で』(1966)、『山頂の鷲たち』(1975)。

### 李徳奎
リ・ドッキュ。江原道出身。主な監督作は、『鐘の音』(1965)、『村の保衛者』(1969)、『学父兄』(1971)、『この水の勢いを防ぐことはできない』(1972)、『クムトル少年』(1968)、『陽光に乗せていく』(1976)。

### 高鶴林
コ・ハンリム(1934.2.4-2009.)　功勲芸術家。人民芸術家。済州島生れ。渡日し幼年期より日本で育つ。東京朝鮮中高級学校を経て日本大学芸術学部に進学するが三年で中退。朝鮮総聯の記録映画製作にたずさわる。1960年1月に帰国第一次船で帰国。平壌演劇映画大学卒。1965年に『玉花』でデビュー。主な監督作は『玉花』(1965)、『我ら列車販売員』(1972)、『生活の道』(1977)、『名もなき英雄たち』(1979-82)、『銀のかんざし』(1985)、『春の日の雪解け』(1985)、『私が見た国』(1988)、『心に残る人』(1989)、『君のための交響詩』(1991)、『民族と運命(1、3-4)』(1992)、『民族と運命(14-16)』(1993)、『民族と運命(19-21)』(1994)、『民族と運命(22-24)』(1995)、『主人になった心』(1996)、『民族のますらお』(1999)、『生のこだま』(2000)、『鉄の鎖で縛ることはできない』(2002)、『私が見た国(2)』(2009)。息子の高一は4・25芸術映画撮影所の監督、高一赫は朝鮮芸術映画撮影所のカメラマン。

### 金徳奎
キム・ドッキュ。人民芸術家。主な監督作は、『ある作業班で』 (1968)、『空中舞台』(1972)、『遊園地の一日』(1975)、『大地に根を下ろす』(1976)、『鴨緑江を越えても』(1982)、『親衛戦士』(1982)、『未来を咲かす愛』(1982)、『ある分隊長についての物語』(1984)、『長山里の女たち』(1985)、『彼らの青春時代』 (1986)、『我らの代議員』(1987)、『ゆりかご』(1988)、『昨日も今日も』(1989)、『陽射しが恋しくて』 (1991)、『山犬』(2000)、『第一バイオリン手』(2001)、『九峰嶺の一家』(2002)。

### チャン・ウンガン
主な監督作は、『見えない要塞』(1965)、『川は流れる』(1967)、『永遠の戦士』(1972)、『新しい世代のために』(1974)、『再会した戦友』(75)、『初めての通話』(1978)。

### 鄭建朝
チョン・ゴンジョ。人民芸術家。『姉の問題』(1982)、『クァンジュの叫び』(1986)、『再び始まったわが家の問題』(1987)、『叔父の家の問題』(1988)、『お元気で、私の恋人よ』(1989)、『誰も知らない』(1990)、『もう会うことのない、愛する私のカンボジアよ』(1990)、『ありがたい乙女』 (1994)、『二人の兵士』(1995)、『密林がざわめく(1-8、11-12)』(97-2000)、『民族と運命(59-60/農民編1-2)』(2002)、『瞬間を待って』(2004)、『幸福の車輪』 (2011)。*『プルガサリ 伝説の大怪獣』(87)のスタッフだったため、申相玉の亡命後は同作品には公式的には監督としてクレジットされている。

### 朴正柱
パク・チョンジュ(1944-)　脚本家。功勲芸術家。全羅南道光州出身。1967年、平壌演劇映画大学卒業後、朝鮮芸術映画撮影所に入所。朴学監督のもとで演出修行。1979年よりモスクワ映画大学に学んだ。1982年より朝鮮芸術映画撮影所。1991年、朝鮮映画祭91のゲストとして来日。主な監督作に『豊年の風』(1974)、『まっすぐな道』(1983)、『女教員』(1986)、『遥かなる木霊』(1988)、『たくましい木』(1990)、『高い山頂で』(1990)、『民族と運命(1,5-10)』(1992)、『民族と運命(14-16)』(1993)、『民族と運命(19-21)』(1994)、『民族と運命(22-24)』(1995)、『大紅湍責任秘書(1-3)』(1997)、『イム秘書』(1998)、『民族と運命(48-50)』(2001) 、『民族と運命 昨日、今日、そして明日編(第6,7部)』(2002)、『民族と運命(61-62)』(2003)。

### 林昌範
リム・チャンボム(1942-) 別名:リム・フン。江原道出身。1976年、平壌演劇映画大学演出学科卒。朝鮮芸術映画撮影所所属。軽い喜劇を得意とするが、重厚なメロドラマの演出もそつなくこなす。早撮りでも知られる職人派。コメディ映画『わが家の問題』シリーズのうちで最もヒットした『嫁と姑（妻の実家の問題）』(1980)によって、その演出力を高く評価された。主な監督作品は、『太鼓は私が叩く』(1978)、『私の息子』(1980)、『愛の歌』(1982)、『二人の船長』(1982)、『十五少年物語』(1983)、『旅先で会った娘』(1983)、『夢多き乙女』(1984)、『春の日の雪解け』(1985)、『怪傑、洪吉童』(1986)*リム・フン名義／協助監督、『オモニの願い』(1987)、『魅かれる青年』(1988)、『睦まじい灯り』(1989)、『歌声響く家庭』(9190)、『三回目の金メダル』(1990)、『バード』(1992)、『春を抱いて暮らす娘たち』(1994)、『偉勲の道』(1996)、『青い絹の上で』(2001)、『夫婦支配人』(2001)、『金津江』(2002)、『愛の街』(2004)。

## 主要俳優

### 朱仁奎
チュ・インギュ(1901-1956.9.)　映画男優。咸鏡南道出身。日本統治時代から俳優として活躍。羅雲奎監督の『アリラン』(1926)で呉基浩を演じた。その後『風雲児』(1926)、『開拓者』(1925)などに出演。独立後、平壌の国立映画撮影所（現・朝鮮芸術映画撮影所）の初代所長を務め、映画『我が故郷』(1948)の制作を指導した。『沈清伝』(　)、『アリラン』(1926)、『楽園を探す群』(1927)、『風雲児』(26)、『夜明け前』(　)、『角のとれた牛』(1927)、『盗賊』(　)、『福地萬里』(1941)以上植民地時代の作品。『山犬』 (1956)。宗派分子と批判され、その調査中に拷問に耐えきれず自殺を遂げた。

### 文藝峰
ムン・イェボン(1917-1999.3.26) 人民俳優。功勲俳優。忠清南道出身。李奎煥監督の『主なき渡し舟』(1932)で羅雲奎の相手役でデビュー。清楚な魅力で『春香伝』(1935)など多くの映画でヒロインを演じ、日本でも映画雑誌の表紙を飾った。植民地時代は『君と僕』(1940)など日本の国策映画への出演も余儀なくされた。独立後の1948年に夫、息子とともに越北、朝鮮映画の第一作『我が故郷』(1948)に主演。以後多くの映画で活躍した。
1948年最高人民会議一期代議員選出。1952年北京平和会議に出席。1958年朝・ソ親善協会中央委員。1961年祖国平和統一委員。1967年から復古主義、宗派主義者と批判され、1970年代末までは一線から外され巡回劇団に異動となっていた。1980年代に復帰。1982年人民俳優。1985年、高鶴林監督の『銀のかんざし』のロケで来日した。1991年、祖国統一汎民族連合の北側本部中央委員に選出。国旗勲章第一級。平壌にて死去。朝鮮のリリアン・ギッシュとも称される。
主な出演作は、『主なき渡し舟』(1932)、『春香伝』(1935)、『薔薇紅蓮伝』(1936)、『人生航路』(1937)、『旅人』(1937)、『授業料』(1940)、『君と僕』(1940)、『家なき天使』(1941)、『志願兵』(1941)、『朝鮮海峡』(1943)、『愛と誓ひ』(1945)*以上植民地時代の作品。『我が故郷』(1948)、『少年パルチザン』(1951)、『パルチザンの乙女』(1954)、『新婚夫婦』(1955)、『白頭山が見える』 (1956)『金剛山の乙女』(1959)、『春香伝』 (1959)、『赤い花』(1963)、『侵略船シャーマン号』(1964)、『成長の途上にて』(1965)、『春香伝』(1980)、『二人の船長』(1982)、『我らはみな一つの家族』(1983)、『帰らざる密使』(1984)、『青い松』(1984)、『生命水』(1985)、『銀のかんざし』(1985)、『春の日の雪解け』(1985)、『光州は叫ぶ』(1986)、『偉大なる懐』(1986)、『君のための交響詩』(1991)、『バード』(1992)、『われら新世代』(1996)、『後日の私の姿』(1997)。

### 沈影
シム・ヨン　京畿道出身。1930年代より、演劇市場、高協などの劇団で舞台俳優として活躍。国策映画『君と僕』(1940)に出演。朝鮮の独立後に越北。『我が故郷』で抗日闘志の金学準を演じた。「文化芸術人スパイ団事件」に連座させられ粛清されたと言われる。『守一と順愛』(1931)、『海よ、語れ』(1935)、『銀河に流れる情熱』(1935)、『美しき犠牲』()、『芳娥打鈴』()、『君と僕』(1940)、『福地萬里』(1941)、『望楼の決死隊』(1943)以上植民地時代の作品、『我が故郷』(1948)、『郷土を守る人々』(1952)、『偵察兵』(1953)、『パルチザンの乙女』(1954)、『見えない戦線』(1965)。「朝鮮の藤田進」とも呼ばれた。

### 崔雲峰
チェ・ウンボン（1914～？）　京畿道出身。植民地時代から俳優活動をしていた。日本名は高峰昇。主な出演作に、羅雲奎監督の『五夢女』(1937)、『漢江』(1938)、『国境』(1939)、『城隍堂』(1939)、『君と僕』(1940)、『志願兵』(1941)、『豊年歌』(1942)以上植民地時代の作品。『心の故郷』(1949)*韓国映画、『郷土を守る人々』(1952)、『偵察兵』(1953)、『パルチザンの乙女』(1954)、『漁郎川』(1957)、『戦友』(1958)、『愛国者』(1959)、『カモメ号の青年たち』(1961)、『新しい世代』(1963)、『禿盧江畔に咲く花』 (1964)など。

### 黄澈
ファン・チョル（1912.1.11-1961.6.9）　独立前、ソウルの名門劇団だった「青春座」で俳優として活躍。その後、「アラン劇団」を結成し、団長を務めた。朝鮮戦争で片腕を失った後も、舞台に立った。出演した映画に『春香伝』(1959)がある。

## 主な撮影所

### 朝鮮芸術映画撮影所
1947年2月6日、北朝鮮臨時人民委員会決定178号「国立映画撮影所設置に関する決定書」にもとづき、国立映画撮影所の創立（平壌郊外の南兄弟面上堂洞）が決定。ソ連や中国の協力で国立映画撮影所として設立。初代所長は朱仁奎、副所長に姜弘植、事務長に秋民が就任。1949年、独立後最初の劇映画『我が故郷』を製作。1957年に朝鮮芸術映画撮影所に改称。総敷地面積が100万平方メートル、野外撮影場が70万平方メートルの規模をもつ。1982年4月に建立された野外撮影街（オープンセット街）は、外国人の観光コースにもなっている。日本との合作としては「プルガサリ伝説の大怪獣」（1985、日本公開）、「高麗女人剣士」（1997、日本未公開）がここで撮影された。

### 朝鮮人民軍4.25芸術映画撮影所
1959年5月に「朝鮮人民軍2.8映画撮影所」として発足。1970年1月に 「2.8芸術映画撮影所」に改称した。1995年10月に現在の名称に改称。朝鮮人民軍総政治局の管轄下にあり、俳優や監督などは人民軍の所属となる。設立当初は戦争映画を多く手がけたが、その後普通の劇映画も製作するようになった。

### 朝鮮記録科学映画撮影所
1996年に「朝鮮記録映画撮影所」(1946年7月設立)と「朝鮮科学教育映画撮影所」(1971年5月設立)が統合。

### 朝鮮4.26漫画映画撮影所
1996年に「朝鮮科学教育映画撮影所」の統廃合の際、児童用教養映画部門が分離独立。アニメーション（セルアニメ、人形アニメ、切り紙アニメ）を制作。

## リンク
- YouTubeチャンネルで北朝鮮映画（朝鮮映画）を検索